# Los Planes Vista Hermosa
Los Planes Vista Hermosa är en ort i Mexiko.   Den ligger i kommunen Zacualpan och delstaten Mexiko, i den södra delen av landet, 100 km sydväst om huvudstaden Mexico City. Los Planes Vista Hermosa ligger 1 624 meter över havet och antalet invånare är 198.
Terrängen runt Los Planes Vista Hermosa är kuperad. Runt Los Planes Vista Hermosa är det ganska tätbefolkat, med 139 invånare per kvadratkilometer. Närmaste större samhälle är Ixtapan de la Sal, 12,1 km nordost om Los Planes Vista Hermosa. I omgivningarna runt Los Planes Vista Hermosa växer huvudsakligen savannskog.